# Rada Konferencji Episkopatów Europy
Rada Konferencji Episkopatów Europy (w skrócie: CCEE, łac. Consilium Conferentiarum Episcoporum Europae) − międzynarodowa konferencja episkopatów zrzeszająca narodowe konferencje episkopatów krajów europejskich. W skład rady wchodzi 33 przewodniczących episkopatów oraz hierarchowie będący jedynymi katolickimi biskupami diecezjalnymi w swoich krajach: arcybiskupi Luksemburga oraz Monako, arcybiskup Cypru obrządku maronickiego, a także biskup Kiszyniowa. Podczas obrad Rady w Tiranie we wrześniu 2011 przyjęto nowego członka – eparchę mukaczewskiego.

## Historia
W 1965 podczas spotkania 13 przewodniczących narodowych episkopatów w Rzymie powstał komitet mający na celu wypracowanie możliwości ściślejszej współpracy na szczeblu krajowych episkopatów. Spotkanie założycielskie CCEE odbyło się w Rzymie w dniach 23–24 marca 1971.

## Obecne prezydium
- Przewodniczący: abp Gintaras Grušas (od 25 IX 2021)
- Wiceprzewodniczący: kard. Jean-Claude Hollerich SJ (od 25 IX 2021)
- Wiceprzewodniczący: kard. László Német SVD (od 25 IX 2021)
- Sekretarz generalny: ks. Antonio Ammirati (od 26 VI 2024)
- Podsekretarz i rzecznik prasowy: ks. Charbel Bteich (od 1 XI 2024)

## Dotychczasowi przewodniczący
- 1971–1979: kard. Roger Etchegaray
- 1979–1986: kard. Basil Hume OSB
- 1986–1993: kard. Carlo Maria Martini SJ
- 1993–2001: kard. Miloslav Vlk
- 2001–2006: bp Amédée Grab
- 2006–2016: kard. Péter Erdő
- 2016–2021: kard. Angelo Bagnasco
- 2021–nadal: abp Gintaras Grušas